# Hans Oliva-Hagen
Hans Oliva-Hagen (* 14. April 1922 in Berlin-Nikolassee als Hans Hagen; † 1992) war ein Journalist, Schriftsteller und Drehbuchautor in der DDR, der unter den Pseudonymen Hans Oliva und John Ryder schrieb. Zu seinen wichtigsten Werken zählt seine Mitarbeit an den Drehbüchern zu dem DEFA-Film Karbid und Sauerampfer (1963) und dem fünfteiligen DDR-Fernsehfilm Gewissen in Aufruhr (1961).

## Leben
Hans Hagen entstammte als Enkel von Carl Hagen einer Kölner Bankiersfamilie jüdischen Glaubens und wurde 1922 in Berlin als Sohn des Nationalökonomen und Bankarchivars Hermann Hagen geboren. Er besuchte ein Internat in der Schweiz, das er nach Abschluss der Volksschule verlassen musste.
1937 ging er nach Spanien und meldete sich als Freiwilliger bei den Internationalen Brigaden, die auf Seiten der republikanischen Regierung Spaniens gegen die Putschisten unter General Franco kämpften, wurde aber wegen seines jugendlichen Alters abgelehnt. Daraufhin zog er nach Frankreich, wo er in Marseille u. a. als Hafenarbeiter arbeitete. 
Ab 1940 lebte er wieder in Berlin und war im Widerstand gegen den Nationalsozialismus aktiv. 1941 wurde er bei einer illegalen Flugblattaktion von der Polizei verhaftet und in die Strafanstalt Moabit eingesperrt. Bei einem Fluchtversuch von der Domäne Dahlem, wo er als Gefängnis-Erntehelfer eingesetzt war, wurde er erwischt und schwer misshandelt. 1945 erstürmte die Rote Armee das Gefängnis Moabit, und er wurde befreit.
Hans Hagens Vater wurde bei der Sonderaktion gegen Juden, einer Reaktion der Nationalsozialisten auf das Attentat auf Reinhard Heydrich am 27. Mai 1942, von Berlin in das KZ Sachsenhausen verschleppt und dort am folgenden Tag ermordet. In der Berliner Waitzstraße 27 erinnert ein Stolperstein an Hermann Hagen.
Nach Ende des Weltkrieges lebte Hans Hagen in Ost-Berlin, trat der SED bei – aus der er später wegen geäußerter Kritik ausgeschlossen wurde – und war zunächst in der Verwaltung bei Rundfunk und Presse tätig. Ab 1952 war er freiberuflicher Journalist und Schriftsteller.
1954 heiratete er in Berlin-Prenzlauer Berg die Schauspielerin Eva-Maria Hagen. Die Ehe wurde 1959 geschieden. Die 1955 geborene gemeinsame Tochter Nina Hagen blieb nach der Scheidung bei der Mutter.

## Filmographie
- 1955: Das Stacheltier – Folge 41: Das Haushaltswunder (Idee)
- 1958: Im Sonderauftrag (Drehbuch mit Heinz Thiel)
- 1961: Gewissen in Aufruhr, TV-Roman in 5 Teilen (Drehbuch mit Günter Reisch und Hans-Joachim Kasprzik)
- 1962: Die letzte Chance (Drehbuch)
- 1963: Karbid und Sauerampfer (Drehbuch mit Frank Beyer)
- 1963: Drei Kriege. 1. Tauroggen, DDR-Fernsehfilm (Drehbuch mit Roland Gräf und Norbert Büchner)
- 1963: Der andere neben dir (Drehbuch mit Ulrich Thein und Hartwig Strobel)
- 1964: Drei Kriege. 2. Hinter den Fronten, DDR-Fernsehfilm (Drehbuch mit Roland Gräf und Norbert Büchner)
- 1965: Drei Kriege. 3. In Berlin, DDR-Fernsehfilm (Drehbuch mit Roland Gräf und Norbert Büchner)
- 1966: Trick 17b, DDR-Fernsehfilm (Dramaturgie)
- 1966: Asse (Drehbuch mit Karl Gass)

## Bibliographie (Auszug)
- 1953: Asphalt, Tempo, Silberpfeile (Erzählung, mit Erich Rackwitz), Berlin, Verlag Neues Leben
- 1954: Auf die Plätze – fertig – los! (Erzählungen), Berlin, Verlag Neues Leben
- 1957: Die Sowjetunion von A–Z (mit Erich Rackwitz)
- 1958: Bei unseren Soldaten. Aus dem Leben der Nationalen Volksarmee (mit J. C. Schwarz), Berlin, Verlag des Ministeriums für Nationale Verteidigung

## Auszeichnungen
- 1961 Nationalpreis der DDR 1. Klasse für Kunst und Kultur (im Kollektiv für das Drehbuch zu Gewissen in Aufruhr)